# Equipos participantes en la Copa Africana de Naciones 2015
Fueron 16 los equipos participantes en la Copa Africana de Naciones 2015, cada asociación nacional debió presentar ante la secretaria de la Confederación Africana de Fútbol (CAF) una lista con un máximo de 23 jugadores hasta 10 días antes del partido inaugural del torneo. Cualquier asociación nacional que no hubiese presentado su lista dentro del plazo establecido sería acreedor de una multa. Si la lista de 23 jugadores no hubiera sido recibida por la secretaria de la CAF 7 días antes del inicio del partido inaugural, al equipo implicado solo se le permitiría registrar 21 jugadores.
Los jugadores de la lista final no podían ser reemplazados a menos que se produjera una lesión seria de alguno de ellos hasta 24 horas antes del inicio del primer partido de su selección en el torneo. El reemplazo debía ser aprobado por el comité médico de la CAF luego que este organismo haya recibido un detallado certificado médico por parte de la asociación interesada en reemplazar algún jugador.
Las listas finales fueron publicadas por la CAF el 9 de enero de 2015.

## Argelia
- Lista final de 23 jugadores anunciada el 15 de diciembre de 2014.[4]

| #     | Nombre                       | Posición           | Edad               | PJ Sel             | G                  | Club               |
| ----- | ---------------------------- | ------------------ | ------------------ | ------------------ | ------------------ | ------------------ |
| 1     | Azzedine Doukha              | Portero            | 28                 | 5                  | 0                  | Kabylie            |
| 2     | Madjid Bougherra 1°          | Defensa            | 32                 | 65                 | 5                  | Fujairah           |
| 3     | Faouzi Ghoulam               | Defensa            | 23                 | 12                 | 0                  | Napoli             |
| 4     | Liassine Cadamuro-Bentaïba 1 | Defensa            | 26                 | 8                  | 0                  | Osasuna            |
| 5     | Rafik Halliche 2°            | Defensa            | 28                 | 35                 | 3                  | Qatar              |
| 6     | Djamel Mesbah                | Defensa            | 30                 | 33                 | 1                  | Sampdoria          |
| 7     | Riyad Mahrez                 | Delantero          | 23                 | 9                  | 2                  | Leicester City     |
| 8     | Medhi Lacen                  | Centrocampista     | 30                 | 38                 | 0                  | Getafe             |
| 9     | Ishak Belfodil               | Delantero          | 22                 | 5                  | 0                  | Parma              |
| 10    | Sofiane Feghouli             | Delantero          | 25                 | 29                 | 7                  | Valencia           |
| 11    | Yacine Brahimi               | Centrocampista     | 24                 | 15                 | 4                  | Porto              |
| 12    | Carl Medjani                 | Defensa            | 29                 | 35                 | 2                  | Trabzonspor        |
| 13    | Islam Slimani                | Delantero          | 26                 | 30                 | 13                 | Sporting de Lisboa |
| 14    | Nabil Bentaleb               | Centrocampista     | 20                 | 9                  | 1                  | Tottenham Hotspur  |
| 15    | El Arbi Hillel Soudani       | Delantero          | 27                 | 28                 | 12                 | Dinamo Zagreb      |
| 16    | Cédric Si Mohamed 2          | Portero            | 30                 | 1                  | 0                  | Constantine        |
| 17    | Foued Kadir                  | Centrocampista     | 31                 | 23                 | 2                  | Real Betis         |
| 18    | Abdelmoumene Djabou          | Delantero          | 27                 | 12                 | 3                  | Club Africain      |
| 19    | Saphir Taïder                | Centrocampista     | 22                 | 19                 | 3                  | Sassuolo           |
| 20    | Aïssa Mandi                  | Defensa            | 23                 | 10                 | 0                  | Stade de Reims     |
| 21    | Ahmed Kashi 1                | Centrocampista     | 22                 | 0                  | 0                  | Metz               |
| 22    | Mehdi Zeffane                | Defensa            | 22                 | 1                  | 0                  | Olympique de Lyon  |
| 23    | Raïs M'Bolhi                 | Portero            | 28                 | 36                 | 0                  | Philadelphia Union |
| D. T. | Christian Gourcuff           | Christian Gourcuff | Christian Gourcuff | Christian Gourcuff | Christian Gourcuff | Christian Gourcuff |

## Burkina Faso
- Lista provisional de 24 jugadores anunciada el 23 de diciembre de 2014.[7]
- Lista final de 23 jugadores anunciada el 9 de enero de 2015.[8]

| #     | Nombre              | Posición       | Edad     | PJ Sel   | G        | Club                  |
| ----- | ------------------- | -------------- | -------- | -------- | -------- | --------------------- |
| 1     | Moussa Fofana       | Portero        | 22       | 0        | 0        | Kadiogo               |
| 2     | Steeve Yago         | Defensa        | 22       | 13       | 0        | Toulouse              |
| 3     | Moussa Yedan        | Centrocampista | 25       | 4        | 0        | Al-Ahly               |
| 4     | Bakary Koné         | Defensa        | 26       | 48       | 0        | Olympique de Lyon     |
| 5     | Mohamed Koffi       | Defensa        | 28       | 44       | 2        | Zamalek               |
| 6     | Djakaridja Koné     | Centrocampista | 28       | 30       | 2        | Évian Thonon Gaillard |
| 7     | Florent Rouamba     | Defensa        | 28       | 48       | 1        | CA Bastia             |
| 8     | Paul Koulibaly      | Defensa        | 28       | 48       | 0        | Horoya                |
| 9     | Issa Gouo           | Defensa        | 25       | 11       | 0        | Kaloum Star           |
| 10    | Alain Traoré        | Delantero      | 26       | 33       | 17       | Lorient               |
| 11    | Jonathan Pitroipa   | Delantero      | 28       | 52       | 16       | Al-Jazira             |
| 12    | Adama Guira         | Centrocampista | 26       | 2        | 0        | SønderjyskE           |
| 13    | Narcisse Bambara    | Defensa        | 25       | 11       | 0        | Universitatea Cluj    |
| 14    | Wilfried Balima     | Defensa        | 29       | 24       | 2        | Sheriff Tiraspol      |
| 15    | Aristide Bancé      | Delantero      | 30       | 44       | 12       | Helsinki              |
| 16    | Abdoulaye Soulama   | Portero        | 35       | 44       | 0        | Hearts of Oak         |
| 17    | Jonathan Zongo      | Centrocampista | 22       | 13       | 1        | Almería               |
| 18    | Charles Kaboré      | Centrocampista | 26       | 58       | 3        | Kuban Krasnodar       |
| 19    | Bertrand Traoré     | Centrocampista | 19       | 17       | 2        | Vitesse               |
| 20    | Issiaka Ouédraogo   | Delantero      | 26       | 16       | 1        | Admira Wacker Mödling |
| 21    | Abdou Razack Traoré | Centrocampista | 26       | 23       | 3        | Kardemir Karabükspor  |
| 22    | Prejuce Nakoulma    | Centrocampista | 27       | 21       | 4        | Mersin İdmanyurdu     |
| 23    | Germain Sanou       | Portero        | 22       | 15       | 0        | Beauvais              |
| D. T. | Paul Put            | Paul Put       | Paul Put | Paul Put | Paul Put | Paul Put              |

## Cabo Verde
- Lista provisional de 30 jugadores anunciada el 22 de diciembre de 2014.[9]
- Lista final de 23 jugadores anunciada el 24 de diciembre de 2014.[10][11]

| #     | Nombre            | Posición       | Edad      | PJ Sel    | G         | Club                  |
| ----- | ----------------- | -------------- | --------- | --------- | --------- | --------------------- |
| 1     | Vozinha           | Portero        | 28        | 19        | 0         | Progresso             |
| 2     | Stopíra           | Defensa        | 26        | 15        | 0         | Videoton              |
| 3     | Fernando Varela   | Defensa        | 27        | 33        | 3         | Steaua de Bucarest    |
| 4     | Kay               | Defensa        | 27        | 6         | 0         | Universitatea Craiova |
| 5     | Babanco 1°        | Centrocampista | 29        | 40        | 3         | Estoril               |
| 6     | Sérgio Semedo     | Centrocampista | 26        | 1         | 0         | Olhanense             |
| 7     | Odaïr Fortes      | Delantero      | 27        | 18        | 3         | Stade de Reims        |
| 8     | Toni Varela       | Centrocampista | 28        | 24        | 1         | Excelsior             |
| 9     | Kuca              | Delantero      | 25        | 7         | 2         | Estoril               |
| 10    | Héldon 2°         | Delantero      | 26        | 32        | 11        | Sporting de Lisboa    |
| 11    | Garry Rodrigues   | Delantero      | 24        | 8         | 2         | Elche                 |
| 12    | Ken               | Portero        | 20        | 1         | 0         | Nacional              |
| 13    | Platini           | Centrocampista | 28        | 13        | 2         | CSKA Sofia            |
| 14    | Gegé              | Defensa        | 26        | 20        | 0         | Marítimo              |
| 15    | Nuno Rocha        | Centrocampista | 22        | 5         | 0         | Universitatea Craiova |
| 16    | Ivan Cruz Rosário | Portero        | 18        | 0         | 0         | Gil Vicente           |
| 17    | Calú              | Centrocampista | 31        | 12        | 0         | Progresso             |
| 18    | Nivaldo           | Defensa        | 26        | 19        | 0         | Teplice               |
| 19    | Júlio Tavares     | Delantero      | 26        | 11        | 1         | Dijon                 |
| 20    | Ryan Mendes       | Delantero      | 25        | 20        | 5         | Lille                 |
| 21    | Djaniny           | Delantero      | 23        | 18        | 6         | Santos Laguna         |
| 22    | Jeffrey Fortes    | Defensa        | 25        | 3         | 0         | Dordrecht             |
| 23    | Carlitos          | Defensa        | 29        | 19        | 0         | Limassol              |
| D. T. | Rui Águas         | Rui Águas      | Rui Águas | Rui Águas | Rui Águas | Rui Águas             |

## Camerún
- Lista provisional de 24 jugadores anunciada el 24 de diciembre de 2014.[12]
- Lista final anunciada el 9 de enero de 2015.[13][14]

| #     | Nombre                      | Posición       | Edad         | PJ Sel       | G            | Club                  |
| ----- | --------------------------- | -------------- | ------------ | ------------ | ------------ | --------------------- |
| 1     | Guy N'dy Assembé            | Portero        | 28           | 12           | 0            | Nancy                 |
| 2     | Léonard Kweuke              | Delantero      | 27           | 17           | 3            | Çaykur Rizespor       |
| 3     | Nicolas N'Koulou            | Defensa        | 24           | 56           | 0            | Olympique de Marsella |
| 4     | Raoul Loé                   | Centrocampista | 25           | 8            | 0            | Osasuna               |
| 5     | Jérôme Guihoata             | Defensa        | 20           | 7            | 0            | Valenciennes          |
| 6     | Ambroise Oyongo             | Defensa        | 23           | 7            | 0            | New York Red Bulls    |
| 7     | Clinton N'Jie               | Delantero      | 21           | 7            | 3            | Olympique de Lyon     |
| 8     | Benjamin Moukandjo          | Delantero      | 26           | 24           | 2            | Stade de Reims        |
| 9     | Frank Bagnack               | Defensa        | 19           | 1            | 0            | Barcelona             |
| 10    | Vincent Aboubakar           | Delantero      | 22           | 32           | 7            | Porto                 |
| 11    | Edgar Salli                 | Centrocampista | 22           | 18           | 1            | Académica de Coimbra  |
| 12    | Henri Bedimo                | Defensa        | 30           | 38           | 0            | Olympique de Lyon     |
| 13    | Eric Maxim Choupo-Moting 2° | Delantero      | 25           | 35           | 12           | Schalke 04            |
| 14    | Georges Mandjeck            | Centrocampista | 26           | 26           | 0            | Kayseri Erciyesspor   |
| 15    | Franck Etoundi              | Delantero      | 24           | 4            | 1            | Zürich                |
| 16    | Fabrice Ondoa               | Portero        | 19           | 8            | 0            | Barcelona             |
| 17    | Stéphane Mbia 1°            | Centrocampista | 28           | 57           | 4            | Sevilla               |
| 18    | Eyong Enoh                  | Centrocampista | 28           | 46           | 2            | Standard Lieja        |
| 19    | Cédric Djeugoué             | Defensa        | 22           | 7            | 0            | Coton Sport           |
| 20    | Franck Kom                  | Centrocampista | 23           | 5            | 0            | Étoile du Sahel       |
| 21    | Aurélien Chedjou 1          | Defensa        | 29           | 33           | 1            | Galatasaray           |
| 22    | Patrick Ekeng               | Centrocampista | 24           | 2            | 0            | Córdoba               |
| 23    | Pierre Sylvain Abogo        | Portero        | 16           | 0            | 0            | Tonnerre Yaoundé      |
| D. T. | Volker Finke                | Volker Finke   | Volker Finke | Volker Finke | Volker Finke | Volker Finke          |

## Congo
- Lista provisional de 38 jugadores anunciada el 8 de diciembre de 2014,[16] reducida a 26 jugadores el 22 de diciembre.[17][18]
- Lista final de 23 jugadores anunciada el 8 de enero de 2015.[19]

| #     | Nombre                    | Posición       | Edad          | PJ Sel        | G             | Club             |
| ----- | ------------------------- | -------------- | ------------- | ------------- | ------------- | ---------------- |
| 1     | Christoffer Mafoumbi      | Portero        | 20            | 4             | 0             | Le Pontet        |
| 2     | Francis N'Ganga           | Defensa        | 29            | 31            | 2             | Charleroi        |
| 3     | Igor N'Ganga              | Defensa        | 27            | 13            | 0             | Aarau            |
| 4     | Boris Moubhio             | Defensa        | 26            | 16            | 1             | Léopards         |
| 5     | Arnold Bouka Moutou       | Defensa        | 26            | 6             | 0             | Angers           |
| 6     | Dimitri Bissiki           | Defensa        | 23            | 13            | 0             | Léopards         |
| 7     | Prince Oniangue           | Centrocampista | 26            | 24            | 4             | Stade de Reims   |
| 8     | Delvin Ndinga             | Centrocampista | 26            | 34            | 0             | Olympiakos       |
| 9     | Silvère Ganvoula M'boussy | Delantero      | 18            | 4             | 1             | Raja Casablanca  |
| 10    | Férébory Doré             | Delantero      | 25            | 19            | 3             | Cluj             |
| 11    | Fabrice N'Guessi          | Delantero      | 26            | 20            | 2             | Wydad Casablanca |
| 12    | Francis Litsingi          | Delantero      | 28            | 7             | 0             | Teplice          |
| 13    | Thievy Bifouma            | Delantero      | 22            | 8             | 3             | Almería          |
| 14    | Césaire Gandzé            | Centrocampista | 25            | 19            | 1             | Léopards         |
| 15    | Ladislas Douniama         | Delantero      | 28            | 26            | 4             | Guingamp         |
| 16    | Chancel Massa             | Portero        | 27            | 12            | 0             | Léopards         |
| 17    | Chris Malonga             | Centrocampista | 27            | 18            | 2             | Lausanne         |
| 18    | Marvin Baudry             | Defensa        | 24            | 7             | 0             | Amiens           |
| 19    | Dominique Malonga         | Delantero      | 26            | 2             | 0             | Hibernian        |
| 20    | Hardy Binguila            | Centrocampista | 18            | 7             | 1             | Diables Noirs    |
| 21    | Sagesse Babélé            | Centrocampista | 21            | 5             | 0             | Léopards         |
| 22    | Pavelh Ndzila             | Portero        | 19            | 0             | 0             | Étoile du Congo  |
| 23    | Atoni Mavoungou           | Defensa        | 18            | 0             | 0             | ACNFF            |
| D. T. | Claude Le Roy             | Claude Le Roy  | Claude Le Roy | Claude Le Roy | Claude Le Roy | Claude Le Roy    |

## Costa de Marfil
- Lista final de 23 jugadores anunciada el 29 de diciembre de 2014,[20]

| #     | Nombre                 | Posición       | Edad         | PJ Sel       | G            | Club                |
| ----- | ---------------------- | -------------- | ------------ | ------------ | ------------ | ------------------- |
| 1     | Boubacar Barry         | Portero        | 35           | 83           | 0            | Lokeren             |
| 2     | Ousmane Viera          | Defensa        | 28           | 5            | 0            | Çaykur Rizespor     |
| 3     | Roger Assalé           | Centrocampista | 21           | 2            | 0            | Séwé Sport          |
| 4     | Kolo Touré 2°          | Defensa        | 33           | 110          | 7            | Liverpool           |
| 5     | Siaka Tiéné            | Defensa        | 32           | 87           | 2            | Montpellier         |
| 6     | Cheick Doukouré        | Centrocampista | 22           | 0            | 0            | Metz                |
| 7     | Seydou Doumbia         | Delantero      | 27           | 22           | 2            | CSKA Moscú          |
| 8     | Salomon Kalou          | Delantero      | 29           | 69           | 27           | Hertha de Berlín    |
| 9     | Cheick Tioté           | Centrocampista | 28           | 48           | 1            | Newcastle United    |
| 10    | Gervinho               | Delantero      | 27           | 60           | 18           | Roma                |
| 11    | Tallo Gadji            | Delantero      | 22           | 2            | 0            | SC Bastia           |
| 12    | Wilfried Bony          | Delantero      | 26           | 32           | 11           | Swansea City        |
| 13    | Jean-Daniel Akpa-Akpro | Defensa        | 22           | 4            | 0            | Toulouse            |
| 14    | Ismaël Diomandé        | Centrocampista | 22           | 5            | 0            | Saint-Étienne       |
| 15    | Max Gradel             | Centrocampista | 27           | 32           | 5            | Saint-Étienne       |
| 16    | Sylvain Gbohouo        | Portero        | 26           | 4            | 0            | Séwé Sport          |
| 17    | Serge Aurier           | Defensa        | 22           | 17           | 0            | Paris Saint-Germain |
| 18    | Lacina Traoré          | Delantero      | 24           | 10           | 4            | Monaco              |
| 19    | Yaya Touré 1°          | Centrocampista | 31           | 88           | 18           | Manchester City     |
| 20    | Serey Die              | Centrocampista | 30           | 13           | 0            | Basel               |
| 21    | Eric Bertrand Bailly   | Defensa        | 20           | 0            | 0            | Español             |
| 22    | Wilfried Kanon         | Defensa        | 21           | 0            | 0            | ADO Den Haag        |
| 23    | Sayouba Mandé          | Portero        | 21           | 1            | 0            | Stabæk              |
| D. T. | Hervé Renard           | Hervé Renard   | Hervé Renard | Hervé Renard | Hervé Renard | Hervé Renard        |

## Gabón
- Lista final de 23 jugadores anunciada el 28 de diciembre de 2014.[21][22]

| #     | Nombre                    | Posición       | Edad        | PJ Sel      | G           | Club                   |
| ----- | ------------------------- | -------------- | ----------- | ----------- | ----------- | ---------------------- |
| 1     | Didier Ovono              | Portero        | 31          | 73          | 0           | Oostende               |
| 2     | Aaron Appindangoyé        | Defensa        | 22          | 16          | 1           | Mounana                |
| 3     | Johan Lengoualama         | Delantero      | 22          | 8           | 1           | Difaâ El Jadidi        |
| 4     | Yrondu Musavu-King        | Defensa        | 23          | 7           | 0           | Caen                   |
| 5     | Bruno Ecuele Manga        | Defensa        | 26          | 44          | 5           | Cardiff City           |
| 6     | Johann Obiang             | Defensa        | 21          | 4           | 0           | Châteauroux            |
| 7     | Malick Evouna             | Delantero      | 22          | 9           | 5           | Wydad Casablanca       |
| 8     | Lloyd Palun               | Defensa        | 26          | 23          | 0           | Nice                   |
| 9     | Pierre-Emerick Aubameyang | Delantero      | 25          | 38          | 13          | Borussia Dortmund      |
| 10    | Frédéric Bulot            | Delantero      | 24          | 7           | 0           | Charlton Athletic      |
| 11    | Lévy Madinda              | Centrocampista | 22          | 26          | 4           | Celta de Vigo          |
| 12    | Guélor Kanga              | Centrocampista | 24          | 13          | 0           | Rostov                 |
| 13    | Samson Mbingui            | Centrocampista | 22          | 14          | 2           | Mouloudia Club d'Alger |
| 14    | Randal Oto’o              | Defensa        | 20          | 4           | 0           | Sporting Braga         |
| 15    | Henri Junior Ndong        | Defensa        | 22          | 8           | 0           | Auxerre                |
| 16    | Anthony Mfa Mezui         | Portero        | 23          | 1           | 0           | Metz                   |
| 17    | André Biyogho Poko        | Centrocampista | 22          | 26          | 1           | Burdeos                |
| 18    | Alexander N'Doumbou       | Centrocampista | 23          | 6           | 0           | Olympique de Marsella  |
| 19    | Benjamin Zé Ondo          | Defensa        | 27          | 7           | 0           | Sétif                  |
| 20    | Bonaventure Sokambi 1     | Centrocampista | 23          | 9           | 2           | ASO Chlef              |
| 21    | Romaric Rogombé           | Delantero      | 24          | 15          | 0           | Léopards               |
| 22    | Ibrahim N'Dong            | Centrocampista | 20          | 10          | 0           | Lorient                |
| 23    | Yves Bitséki              | Portero        | 31          | 11          | 0           | Mounana                |
| D. T. | Jorge Costa               | Jorge Costa    | Jorge Costa | Jorge Costa | Jorge Costa | Jorge Costa            |

## Ghana
- Lista provisional de 31 jugadores anunciada el 24 de diciembre de 2014,[24] reducida a 26 el 4 de enero de 2015.[25]
- Lista final de 23 jugadores anunciada el 7 de enero de 2015.[26][27]

| #     | Nombre                 | Posición       | Edad        | PJ Sel      | G           | Club                  |
| ----- | ---------------------- | -------------- | ----------- | ----------- | ----------- | --------------------- |
| 1     | Brimah Razak           | Portero        | 27          | 4           | 0           | Mirandés              |
| 2     | Kwesi Appiah           | Delantero      | 24          | 0           | 0           | Cambridge United      |
| 3     | Asamoah Gyan 1°        | Delantero      | 29          | 86          | 45          | Al-Ain                |
| 4     | Edwin Gyimah           | Defensa        | 23          | 5           | 0           | Mpumalanga Black Aces |
| 5     | Mohamed Awal           | Defensa        | 26          | 4           | 0           | Maritzburg United     |
| 6     | Afriyie Acquah         | Centrocampista | 23          | 8           | 1           | Parma                 |
| 7     | Christian Atsu         | Centrocampista | 22          | 31          | 6           | Everton               |
| 8     | Emmanuel Agyemang-Badu | Centrocampista | 24          | 55          | 10          | Udinese               |
| 9     | Jordan Ayew            | Delantero      | 23          | 21          | 5           | Lorient               |
| 10    | André Ayew 2°          | Centrocampista | 25          | 57          | 8           | Olympique de Marsella |
| 11    | Wakaso Mubarak         | Centrocampista | 24          | 25          | 8           | Celtic                |
| 12    | Ernest Sowah           | Portero        | 26          | 1           | 0           | Don Bosco             |
| 13    | Mohammed Rabiu         | Centrocampista | 25          | 26          | 0           | Kuban Krasnodar       |
| 14    | Solomon Asante         | Centrocampista | 24          | 16          | 0           | Mazembe               |
| 15    | Mahatma Otoo 1         | Delantero      | 22          | 3           | 0           | Sogndal               |
| 16    | Fatau Dauda            | Portero        | 29          | 21          | 0           | Ashanti Gold          |
| 17    | Baba Rahman            | Defensa        | 20          | 5           | 0           | Augsburgo             |
| 18    | Daniel Amartey         | Defensa        | 20          | 0           | 0           | Copenhague            |
| 19    | Jonathan Mensah        | Defensa        | 24          | 38          | 1           | Évian Thonon Gaillard |
| 20    | David Accam            | Centrocampista | 24          | 0           | 0           | Chicago Fire          |
| 21    | John Boye              | Defensa        | 27          | 36          | 2           | Kayseri Erciyesspor   |
| 22    | Frank Acheampong       | Centrocampista | 21          | 2           | 1           | Anderlecht            |
| 23    | Harrison Afful         | Defensa        | 28          | 49          | 0           | Espérance             |
| D. T. | Avram Grant            | Avram Grant    | Avram Grant | Avram Grant | Avram Grant | Avram Grant           |

## Guinea
- Lista final de 23 jugadores anunciada el 30 de diciembre de 2014.[28]

| #     | Nombre              | Posición        | Edad            | PJ Sel          | G               | Club                     |
| ----- | ------------------- | --------------- | --------------- | --------------- | --------------- | ------------------------ |
| 1     | Naby Yattara        | Portero         | 30              | 39              | 0               | Arles-Avignon            |
| 2     | Mohamed Yattara     | Delantero       | 21              | 12              | 6               | Olympique de Lyon        |
| 3     | Issiaga Sylla       | Defensa         | 21              | 12              | 0               | Toulouse                 |
| 4     | Florentin Pogba     | Defensa         | 24              | 7               | 0               | Saint-Étienne            |
| 5     | Fodé Camara         | Defensa         | 26              | 10              | 0               | Horoya                   |
| 6     | Kamil Zayatte       | Defensa         | 29              | 46              | 4               | Sheffield Wednesday      |
| 7     | Abdoul Camara       | Delantero       | 24              | 11              | 3               | Angers                   |
| 8     | Ibrahima Traoré     | Delantero       | 26              | 29              | 7               | Borussia Mönchengladbach |
| 9     | Guy-Michel Landel 1 | Centrocampista  | 24              | 4               | 1               | Orduspor                 |
| 10    | Kevin Constant      | Centrocampista  | 27              | 21              | 3               | Trabzonspor              |
| 11    | Idrissa Sylla       | Delantero       | 24              | 14              | 2               | Zulte Waregem            |
| 12    | Ibrahima Conté      | Centrocampista  | 23              | 27              | 1               | Zulte Waregem            |
| 13    | Abdoulaye Cissé     | Defensa         | 18              | 6               | 0               | Angers                   |
| 14    | Lanfia Camara       | Centrocampista  | 28              | 8               | 0               | Mechelen                 |
| 15    | Naby Keïta          | Centrocampista  | 19              | 8               | 0               | Red Bull Salzburgo       |
| 16    | Abdul Aziz Keita    | Portero         | 25              | 10              | 0               | Kaloum Star              |
| 17    | Boubacar Fofana     | Centrocampista  | 25              | 8               | 0               | Nacional                 |
| 18    | Seydouba Soumah     | Delantero       | 23              | 11              | 6               | Slovan Bratislava        |
| 19    | François Kamano     | Delantero       | 18              | 2               | 0               | SC Bastia                |
| 20    | Baissama Sankoh     | Defensa         | 22              | 5               | 0               | Guingamp                 |
| 21    | Mohammed Diarra     | Defensa         | 22              | 7               | 1               | Odense Boldklub          |
| 22    | Aboubacar Camara    | Portero         | 22              | 0               | 0               | UCAM Murcia              |
| 23    | Djibril Tamsir Paye | Defensa         | 24              | 1               | 0               | Zulte Waregem            |
| D. T. | Michel Dussuyer     | Michel Dussuyer | Michel Dussuyer | Michel Dussuyer | Michel Dussuyer |                          |

## Guinea Ecuatorial
- Lista final de 23 jugadores anunciada el 8 de enero de 2015.[30][31]

| #     | Nombre                  | Posición       | Edad           | PJ Sel         | G              | Club                       |
| ----- | ----------------------- | -------------- | -------------- | -------------- | -------------- | -------------------------- |
| 1     | Felipe Ovono            | Portero        | 21             | 6              | 0              | Deportivo Mongomo          |
| 2     | Daniel Vázquez Evuy     | Defensa        | 29             | 4              | 0              | Tallinna Kalev             |
| 3     | Igor Engonga            | Defensa        | 20             | 0              | 0              | Tropezón                   |
| 4     | Rui Da Gracia           | Defensa        | 29             | 14             | 0              | Hibernians                 |
| 5     | Diosdado Mbele          | Defensa        | 24             | 4              | 0              | Leones Vegetarianos        |
| 6     | Juvenal Edjogo-Owono 1° | Centrocampista | 35             | 24             | 6              | Santa Coloma               |
| 7     | Rubén Belima            | Delantero      | 22             | 1              | 0              | Real Madrid Castilla       |
| 8     | Iban Iyanga             | Centrocampista | 27             | 19             | 3              | Iraklis Psachna            |
| 9     | Raúl Fabiani            | Delantero      | 30             | 3              | 0              | Olímpic de Xàtiva          |
| 10    | Emilio Nsue 2°          | Centrocampista | 25             | 2              | 0              | Middlesbrough              |
| 11    | Javier Balboa           | Delantero      | 29             | 10             | 1              | Estoril                    |
| 12    | Iván Bolado             | Delantero      | 25             | 7              | 1              | Pune City                  |
| 13    | Aitor Embela            | Portero        | 18             | 0              | 0              | Málaga                     |
| 14    | Kike                    | Delantero      | 21             | 0              | 0              | Mallorca B                 |
| 15    | Ibán                    | Delantero      | 19             | 0              | 0              | Valencia Mestalla          |
| 16    | Sipo Bohale             | Defensa        | 26             | 16             | 0              | Panduri Targu              |
| 17    | Roben Obama             | Delantero      | 21             | 0              | 0              | Leones Vegetarianos        |
| 18    | Viera Ellong            | Centrocampista | 27             | 8              | 2              | The Panthers               |
| 19    | Carlos Martín Briones   | Centrocampista | 29             | 0              | 0              | College Europa             |
| 20    | Miguel Ángel Mayé       | Defensa        | 24             | 0              | 0              | Leones Vegetarianos        |
| 21    | Iván Zarandona          | Centrocampista | 34             | 14             | 0              | Hong Kong Rangers          |
| 22    | Pablo Ganet             | Centrocampista | 20             | 0              | 0              | San Sebastián de los Reyes |
| 23    | Carlos Mosibe           | Portero        | 23             | 0              | 0              | Atlético Semu              |
| D. T. | Esteban Becker          | Esteban Becker | Esteban Becker | Esteban Becker | Esteban Becker | Esteban Becker             |

## Malí
- Lista provisional de 35 jugadores anunciada el 27 de diciembre de 2014.[32]
- Lista final de 23 jugadores anunciada el 29 de diciembre de 2014.[33][34]

| #     | Nombre            | Posición          | Edad              | PJ Sel            | G                 | Club                    |
| ----- | ----------------- | ----------------- | ----------------- | ----------------- | ----------------- | ----------------------- |
| 1     | Germain Berthé    | Portero           | 21                | 1                 | 0                 | Onze Créateurs          |
| 2     | Fousseni Diawara  | Defensa           | 34                | 54                | 0                 | Tours                   |
| 3     | Adama Tamboura    | Defensa           | 29                | 75                | 0                 | Randers                 |
| 4     | Salif Coulibaly   | Defensa           | 26                | 10                | 0                 | Mazembe                 |
| 5     | Idrissa Coulibaly | Defensa           | 27                | 14                | 0                 | Hassania Agadir         |
| 6     | Tongo Doumbia     | Centrocampista    | 25                | 13                | 0                 | Toulouse                |
| 7     | Mustapha Yatabaré | Delantero         | 28                | 23                | 4                 | Trabzonspor             |
| 8     | Yacouba Sylla     | Centrocampista    | 24                | 9                 | 0                 | Kayseri Erciyesspor     |
| 9     | Mohamed Traoré 1  | Delantero         | 26                | 5                 | 1                 | Al-Merrikh              |
| 10    | Bakary Sako       | Delantero         | 26                | 8                 | 3                 | Wolverhampton Wanderers |
| 11    | Sigamary Diarra   | Centrocampista    | 30                | 22                | 1                 | Valenciennes            |
| 12    | Seydou Keita      | Centrocampista    | 34                | 93                | 24                | Roma                    |
| 13    | Ousmane Coulibaly | Defensa           | 25                | 14                | 0                 | Platanias               |
| 14    | Sambou Yatabaré   | Delantero         | 25                | 16                | 1                 | Guingamp                |
| 15    | Drissa Diakité    | Defensa           | 29                | 39                | 0                 | SC Bastia               |
| 16    | Soumbeïla Diakité | Portero           | 30                | 40                | 0                 | Esteghlal Khuzestan     |
| 17    | Mamoutou N'Diaye  | Centrocampista    | 24                | 2                 | 0                 | Zulte Waregem           |
| 18    | Abdoulay Diaby    | Delantero         | 23                | 3                 | 1                 | Mouscron-Péruwelz       |
| 19    | Mohamed Konate    | Defensa           | 22                | 3                 | 0                 | Nahdat Berkane          |
| 20    | Modibo Maïga      | Delantero         | 27                | 38                | 8                 | Metz                    |
| 21    | Abdou Traoré      | Centrocampista    | 26                | 28                | 3                 | Burdeos                 |
| 22    | Michel Samaké     | Portero           | 20                | 1                 | 0                 | Duguwolofila            |
| 23    | Molla Wagué       | Defensa           | 23                | 7                 | 0                 | Udinese                 |
| D. T. | Henryk Kasperczak | Henryk Kasperczak | Henryk Kasperczak | Henryk Kasperczak | Henryk Kasperczak | Henryk Kasperczak       |

## República Democrática del Congo
- Lista provisional de 29 jugadores anunciada el 29 de diciembre de 2014.[36]
- Lista final de 23 jugadores anunciada el 9 de enero de 2015.[37]

| #     | Nombre               | Posición       | Edad           | PJ Sel         | G              | Club                  |
| ----- | -------------------- | -------------- | -------------- | -------------- | -------------- | --------------------- |
| 1     | Robert Kidiaba 2°    | Portero        | 38             | 54             | 0              | Mazembe               |
| 2     | Issama Mpeko         | Defensa        | 25             | 31             | 1              | Kabuscorp             |
| 3     | Kilitcho Kasusula    | Defensa        | 28             | 34             | 0              | Mazembe               |
| 4     | Christopher Oualembo | Defensa        | 27             | 5              | 0              | Académica de Coimbra  |
| 5     | Nelson Munganga      | Centrocampista | 21             | 2              | 0              | Vita Club             |
| 6     | Cedric Makiadi       | Centrocampista | 30             | 22             | 2              | Werder Bremen         |
| 7     | Youssouf Mulumbu 1°  | Centrocampista | 27             | 25             | 1              | West Bromwich Albion  |
| 8     | Hervé Kage           | Centrocampista | 25             | 2              | 0              | Racing Genk           |
| 9     | Dieumerci Mbokani    | Delantero      | 29             | 25             | 12             | Dinamo Kiev           |
| 10    | Neeskens Kebano      | Centrocampista | 22             | 3              | 1              | Charleroi             |
| 11    | Yannick Bolasie      | Delantero      | 25             | 10             | 3              | Crystal Palace        |
| 12    | Bawaka Mabele        | Defensa        | 26             | 5              | 0              | Vita Club             |
| 13    | Junior Kabananga     | Delantero      | 25             | 4              | 1              | Cercle Brugge         |
| 14    | Gabriel Zakuani      | Defensa        | 28             | 8              | 0              | Peterborough United   |
| 15    | Joël Kimwaki         | Defensa        | 28             | 33             | 0              | Mazembe               |
| 16    | Mulopo Kudimbana     | Portero        | 27             | 4              | 0              | Anderlecht            |
| 17    | Cédric Mongongu      | Defensa        | 25             | 30             | 2              | Évian Thonon Gaillard |
| 18    | Cedric Mabwati       | Delantero      | 22             | 7              | 0              | Osasuna               |
| 19    | Jeremy Bokila        | Delantero      | 26             | 7              | 3              | Terek Grozny          |
| 20    | Lema Mabidi          | Centrocampista | 21             | 16             | 0              | Vita Club             |
| 21    | Firmin Mubele        | Delantero      | 20             | 14             | 2              | Vita Club             |
| 22    | Chancel Mbemba       | Defensa        | 20             | 9              | 0              | Anderlecht            |
| 23    | Parfait Mandanda     | Portero        | 25             | 7              | 0              | Charleroi             |
| D. T. | Florent Ibengé       | Florent Ibengé | Florent Ibengé | Florent Ibengé | Florent Ibengé | Florent Ibengé        |

## Senegal
- Lista provisional de 28 jugadores anunciada el 26 de diciembre de 2014.[38][39]
- Lista final de 23 jugadores anunciada el 8 de enero de 2015.[40]

| #     | Nombre            | Posición       | Edad          | PJ Sel        | G             | Club             |
| ----- | ----------------- | -------------- | ------------- | ------------- | ------------- | ---------------- |
| 1     | Bouna Coundoul    | Portero        | 32            | 24            | 0             | Ethnikos Achna   |
| 2     | Kara Mbodj        | Defensa        | 25            | 12            | 1             | Racing Genk      |
| 3     | Papy Djilobodji   | Defensa        | 26            | 9             | 0             | Nantes           |
| 4     | Alfred N'Diaye    | Centrocampista | 24            | 7             | 0             | Real Betis       |
| 5     | Papakouli Diop    | Centrocampista | 28            | 9             | 1             | Levante          |
| 6     | Lamine Sané       | Defensa        | 27            | 21            | 0             | Burdeos          |
| 7     | Moussa Sow        | Delantero      | 28            | 28            | 9             | Fenerbahçe       |
| 8     | Cheikhou Kouyaté  | Centrocampista | 25            | 12            | 0             | West Ham United  |
| 9     | Mame Biram Diouf  | Delantero      | 27            | 23            | 4             | Stoke City       |
| 10    | Sadio Mané        | Delantero      | 22            | 19            | 5             | Southampton      |
| 11    | Dame N'Doye       | Delantero      | 29            | 23            | 6             | Lokomotiv Moscú  |
| 12    | Stéphane Badji    | Centrocampista | 24            | 13            | 0             | Brann            |
| 13    | Cheikh M'Bengue   | Defensa        | 26            | 15            | 0             | Stade Rennes     |
| 14    | Zargo Touré       | Defensa        | 25            | 6             | 0             | Le Havre         |
| 15    | Papiss Cissé      | Delantero      | 29            | 31            | 16            | Newcastle United |
| 16    | Lys Gomis         | Portero        | 25            | 1             | 0             | Trapani          |
| 17    | Idrissa Gueye     | Centrocampista | 25            | 19            | 0             | Lille            |
| 18    | Pape Souaré       | Defensa        | 24            | 11            | 0             | Lille            |
| 19    | Moussa Konaté     | Delantero      | 21            | 8             | 5             | Sion             |
| 20    | Salif Sané        | Centrocampista | 24            | 7             | 0             | Hannover 96      |
| 21    | Lamine Gassama    | Defensa        | 25            | 7             | 0             | Lorient          |
| 22    | Henri Saivet      | Delantero      | 24            | 4             | 0             | Burdeos          |
| 23    | Papa Demba Camara | Portero        | 21            | 1             | 0             | Sochaux          |
| D. T. | Alain Giresse     | Alain Giresse  | Alain Giresse | Alain Giresse | Alain Giresse | Alain Giresse    |

## Sudáfrica
- Lista provisional de 34 jugadores anunciada el 18 de diciembre de 2014.[41]
- Lista final de 23 jugadores anunciada el 30 de diciembre.[42][43]

| #     | Nombre                 | Posición        | Edad            | PJ Sel          | G               | Club                  |
| ----- | ---------------------- | --------------- | --------------- | --------------- | --------------- | --------------------- |
| 1     | Darren Keet            | Portero         | 25              | 4               | 0               | Kortrijk              |
| 2     | Rivaldo Coetzee        | Defensa         | 18              | 4               | 0               | Ajax Cape Town        |
| 3     | Eric Mathoho           | Defensa         | 24              | 16              | 0               | Kaizer Chiefs         |
| 4     | Siyabonga Nhlapo       | Defensa         | 26              | 3               | 0               | Bidvest Wits          |
| 5     | Andile Jali            | Centrocampista  | 24              | 22              | 1               | Oostende              |
| 6     | Anele Ngcongca         | Defensa         | 27              | 40              | 0               | Racing Genk           |
| 7     | Mandla Masango         | Centrocampista  | 25              | 8               | 1               | Kaizer Chiefs         |
| 8     | Bongani Zungu          | Centrocampista  | 22              | 10              | 2               | Mamelodi Sundowns     |
| 9     | Bongani Ndulula        | Delantero       | 25              | 6               | 1               | AmaZulu               |
| 10    | Sibusiso Vilakazi      | Centrocampista  | 25              | 9               | 2               | Bidvest Wits          |
| 11    | Thabo Matlaba          | Defensa         | 27              | 14              | 1               | Orlando Pirates       |
| 12    | Reneilwe Letsholonyane | Centrocampista  | 32              | 52              | 2               | Kaizer Chiefs         |
| 13    | Thamsanqa Sangweni     | Centrocampista  | 25              | 3               | 0               | Chippa United         |
| 14    | Thulani Hlatshwayo     | Defensa         | 25              | 12              | 0               | Bidvest Wits          |
| 15    | Dean Furman            | Centrocampista  | 26              | 24              | 1               | Doncaster Rovers      |
| 16    | Brilliant Khuzwayo     | Portero         | 24              | 2               | 0               | Kaizer Chiefs         |
| 17    | Bernard Parker         | Delantero       | 28              | 69              | 23              | Kaizer Chiefs         |
| 18    | Thuso Phala            | Centrocampista  | 28              | 14              | 1               | SuperSport United     |
| 19    | Themba Zwane           | Centrocampista  | 25              | 6               | 0               | Mamelodi Sundowns     |
| 20    | Oupa Manyisa           | Centrocampista  | 26              | 19              | 0               | Orlando Pirates       |
| 21    | Ayanda Gcaba 1         | Defensa         | 28              | 1               | 0               | Orlando Pirates       |
| 22    | Jackson Mabokgwane     | Portero         | 26              | 1               | 0               | Mpumalanga Black Aces |
| 23    | Tokelo Rantie          | Delantero       | 24              | 27              | 5               | Bournemouth           |
| D. T. | Ephraim Mashaba        | Ephraim Mashaba | Ephraim Mashaba | Ephraim Mashaba | Ephraim Mashaba | Ephraim Mashaba       |

## Túnez
- Lista provisional de 26 jugadores anunciada el 27 de diciembre de 2014.[45][46]
- Lista final de 23 jugadores anunciada el 7 de enero de 2015.[47][48]

| #     | Nombre              | Posición        | Edad            | PJ Sel          | G               | Club               |
| ----- | ------------------- | --------------- | --------------- | --------------- | --------------- | ------------------ |
| 1     | Farouk Ben Mustapha | Portero         | 25              | 10              | 0               | Club Africain      |
| 2     | Syam Ben Youssef    | Defensa         | 25              | 11              | 0               | Astra Giurgiu      |
| 3     | Aymen Abdennour     | Defensa         | 25              | 35              | 1               | Monaco             |
| 4     | Bilel Mohsni        | Defensa         | 27              | 4               | 0               | Rangers            |
| 5     | Rami Bedoui         | Defensa         | 20              | 0               | 0               | Bizertin           |
| 6     | Houcine Ragued      | Centrocampista  | 31              | 46              | 0               | Espérance          |
| 7     | Youssef Msakni      | Centrocampista  | 24              | 27              | 4               | Lekhwiya           |
| 8     | Edem Rjaïbi 1       | Delantero       | 23              | 21              | 3               | Sfaxien            |
| 9     | Yassine Chikhaoui   | Centrocampista  | 28              | 32              | 5               | Zürich             |
| 10    | Hamza Younés        | Delantero       | 28              | 6               | 0               | Ludogorets Razgrad |
| 11    | Amine Chermiti      | Delantero       | 27              | 36              | 6               | Zürich             |
| 12    | Ali Maâloul         | Defensa         | 25              | 8               | 0               | Sfaxien            |
| 13    | Ferjani Sassi       | Centrocampista  | 22              | 10              | 1               | Sfaxien            |
| 14    | Stéphane Nater      | Centrocampista  | 30              | 8               | 0               | Club Africain      |
| 15    | Mohamed Ali Moncer  | Centrocampista  | 23              | 0               | 0               | Sfaxien            |
| 16    | Aymen Mathlouthi    | Portero         | 30              | 42              | 0               | Étoile du Sahel    |
| 17    | Hamza Mathlouthi    | Defensa         | 22              | 8               | 0               | Bizertin           |
| 18    | Wahbi Khazri        | Centrocampista  | 23              | 12              | 5               | Burdeos            |
| 19    | Ahmed Akaïchi 1     | Delantero       | 25              | 7               | 2               | Espérance          |
| 20    | Mohamed Ali Yacoubi | Defensa         | 24              | 3               | 0               | Espérance          |
| 21    | Jamel Saihi         | Centrocampista  | 27              | 15              | 2               | Montpellier        |
| 22    | Moez Ben Cherifia   | Portero         | 23              | 12              | 0               | Espérance          |
| 23    | Slim Ben Djemia     | Defensa         | 25              | 2               | 0               | Laval              |
| D. T. | Georges Leekens     | Georges Leekens | Georges Leekens | Georges Leekens | Georges Leekens | Georges Leekens    |

## Zambia
- Lista provisional de 27 jugadores anunciada el 23 de diciembre de 2014.[50][51]
- Lista final de 23 jugadores anunciada el 7 de enero de 2015.[52][53]

| #     | Nombre               | Posición       | Edad         | PJ Sel       | G            | Club                   |
| ----- | -------------------- | -------------- | ------------ | ------------ | ------------ | ---------------------- |
| 1     | Danny Munyao         | Portero        | 27           | 10           | 0            | Red Arrows FC          |
| 2     | Donashano Malama     | Defensa        | 23           | 6            | 0            | Nkana                  |
| 3     | Chisamba Lungu       | Centrocampista | 23           | 32           | 0            | Ural Sverdlovsk Oblast |
| 4     | Christopher Munthali | Defensa        | 23           | 18           | 1            | Nkana                  |
| 5     | Roderick Kabwe       | Defensa        | 22           | 12           | 0            | Zanaco                 |
| 6     | Davies Nkausu        | Defensa        | 29           | 25           | 0            | Bloemfontein Celtic    |
| 7     | Spencer Sautu        | Centrocampista | 18           | 1            | 0            | Green Eagles           |
| 8     | Bruce Musakanya      | Centrocampista | 20           | 14           | 3            | Red Arrows FC          |
| 9     | Ronald Kampamba      | Delantero      | 20           | 11           | 4            | Nkana                  |
| 10    | Mukuka Mulenga       | Centrocampista | 21           | 16           | 1            | Bloemfontein Celtic    |
| 11    | Lubambo Musonda      | Centrocampista | 19           | 4            | 1            | Ulisses                |
| 12    | Evans Kangwa         | Delantero      | 22           | 7            | 3            | Hapoel Ra'anana        |
| 13    | Stoppila Sunzu       | Defensa        | 25           | 47           | 3            | Shanghái Greenland     |
| 14    | Kondwani Mtonga      | Centrocampista | 30           | 20           | 0            | ZESCO United           |
| 15    | Given Singuluma      | Delantero      | 28           | 25           | 5            | Mazembe                |
| 16    | Kennedy Mweene       | Portero        | 30           | 89           | 2            | Mamelodi Sundowns      |
| 17    | Rainford Kalaba      | Centrocampista | 28           | 77           | 10           | Mazembe                |
| 18    | Emmanuel Mbola       | Defensa        | 21           | 42           | 0            | Hapoel Ra'anana        |
| 19    | Nathan Sinkala       | Centrocampista | 24           | 31           | 2            | Grasshopper            |
| 20    | Emmanuel Mayuka      | Delantero      | 24           | 54           | 11           | Southampton            |
| 21    | Jackson Mwanza       | Delantero      | 27           | 4            | 0            | ZESCO United           |
| 22    | Joshua Titima        | Portero        | 22           | 5            | 0            | Power Dynamos          |
| 23    | Patrick Ngoma        | Delantero      | 17           | 0            | 0            | Red Arrows FC          |
| D. T. | Honour Janza         | Honour Janza   | Honour Janza | Honour Janza | Honour Janza | Honour Janza           |